# Мис Еванса
77°38′18″ пд. ш. 166°24′56″ зх. д. / 77.63833° пд. ш. 166.41556° зх. д.
Мис Еванс — скелястий мис на західній частині острова Росса, Антарктида, що формує північну сторону входу в затоку Еребус.

## Історія

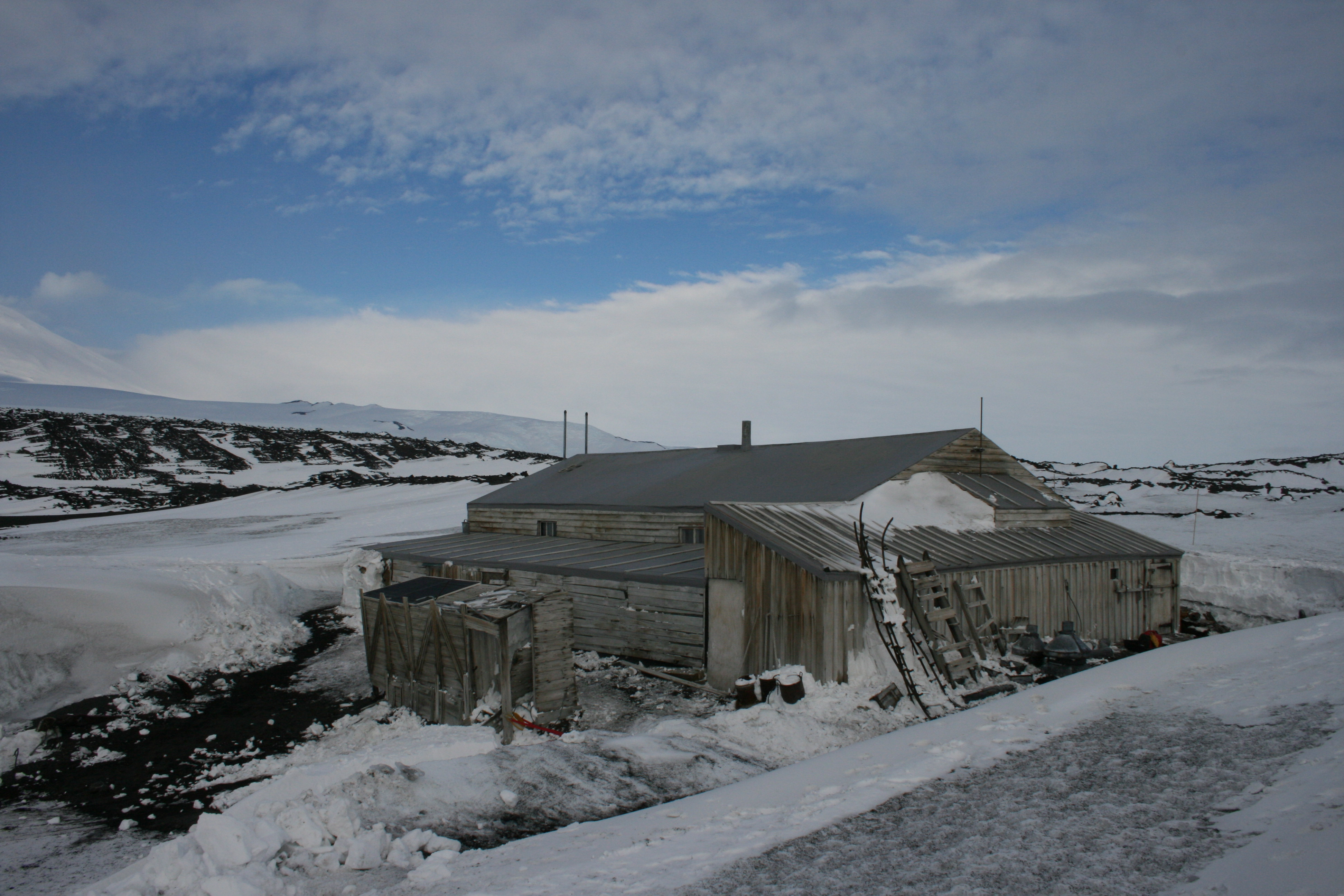
Хата Скотта на мисі Еванс

Мис був відкритий Британською національною антарктичною експедицією 1901–04 рр. під керівництвом Роберта Фолкона Скотта, який назвав його «Skuary» на честь птаха. Друга експедиція Скотта, Британська антарктична експедиція 1910—1913 рр., побудувала тут свій штаб і перейменувала мис на честь лейтенанта Королівського флоту Едварда Еванса, другого командуючого експедицією. Будівля штабу Скотта все ще існує і відома як Хатина Скотта.

### Історичні місця та пам'ятники

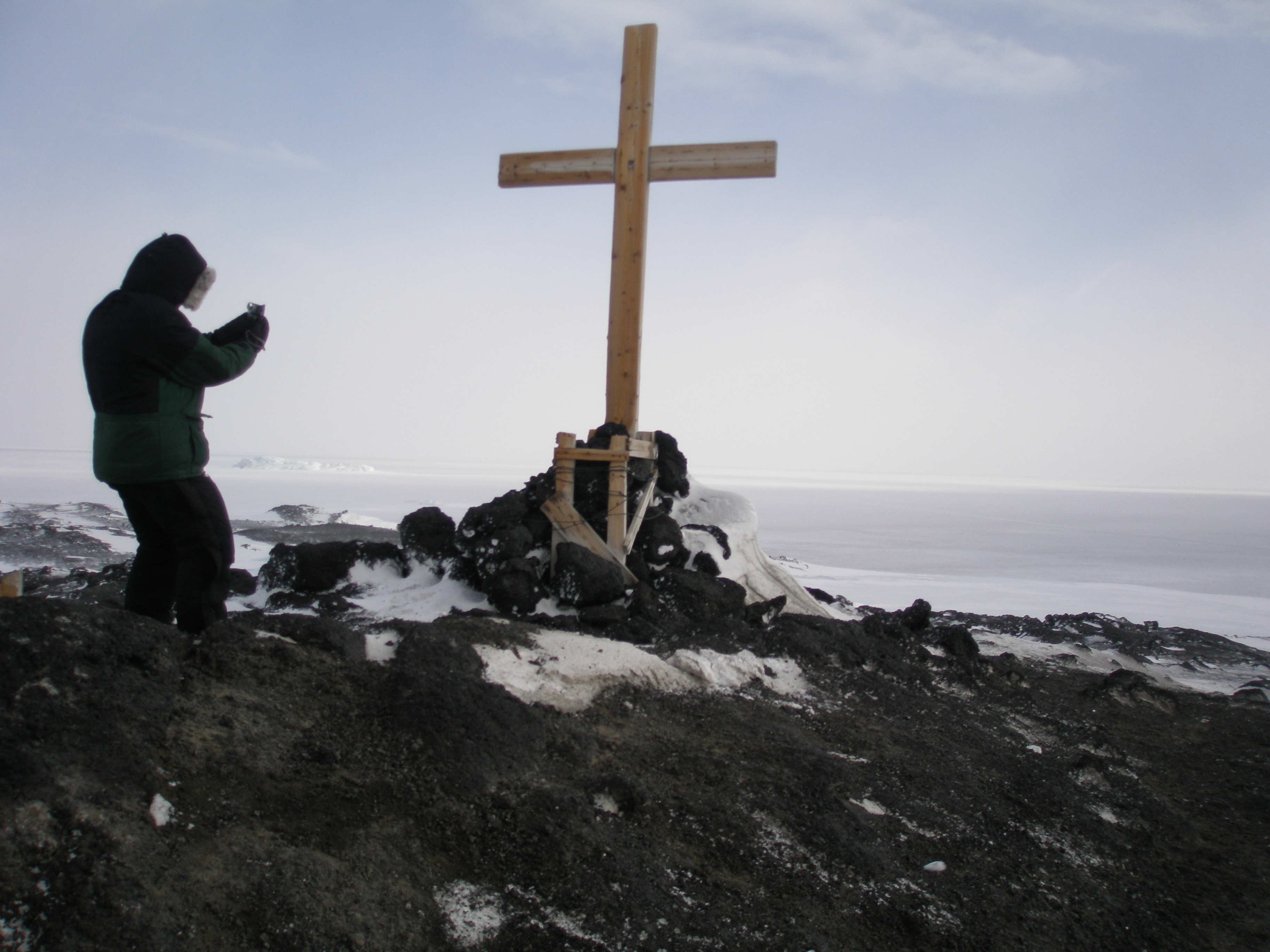
Меморіальний хрест на мисі Еванс

За пропозицією Нової Зеландії та Великої Британії до Консультативної наради Договору про Антарктику було визначено Хату Скотта історичним місцем чи пам'ятником (HSM 16).
Хрест на пагорбі Вінд Вейн (Wind Vane Hill) на мисі Еванс, був встановлений групою моря Росса під керівництвом капітана Енеаса Макінтоша з Імператорської трансантарктичної експедиції сера Ернеста Шеклтона 1914—1917 років в пам'ять про трьох членів групи, які загинули поблизу в 1916 році: Арнольд Спенсер-Сміт, Еней Макінтош і Віктор Хейвард. Хрест був визнаний історичним місцем або пам'ятником (HSM 17), згідно з пропозицією Нової Зеландії та Великої Британії до Консультативної наради Договору про Антарктику.
Вся територія захищається як Спеціальна захищена зона Антарктики (ASPA) № 155 значною мірою через її історичну значимість як одне з головних місць ранньої діяльності людини в Антарктиді і один з символів Героїчної доби дослідження Антарктики.